# Salix capreola
Salix capreola är en videväxtart som beskrevs av Kern. och Anderss.. Salix capreola ingår i släktet viden, och familjen videväxter. Inga underarter finns listade i Catalogue of Life.